# ليون ميغيل
ليون ميغيل هو ممثل فلبيني، ولد في 17 ديسمبر 1968 في الفلبين.

## وصلات خارجية
- ليون ميغيل على موقع IMDb (الإنجليزية)
- ليون ميغيل على موقع قاعدة بيانات الفيلم (الإنجليزية)